# 산정호수

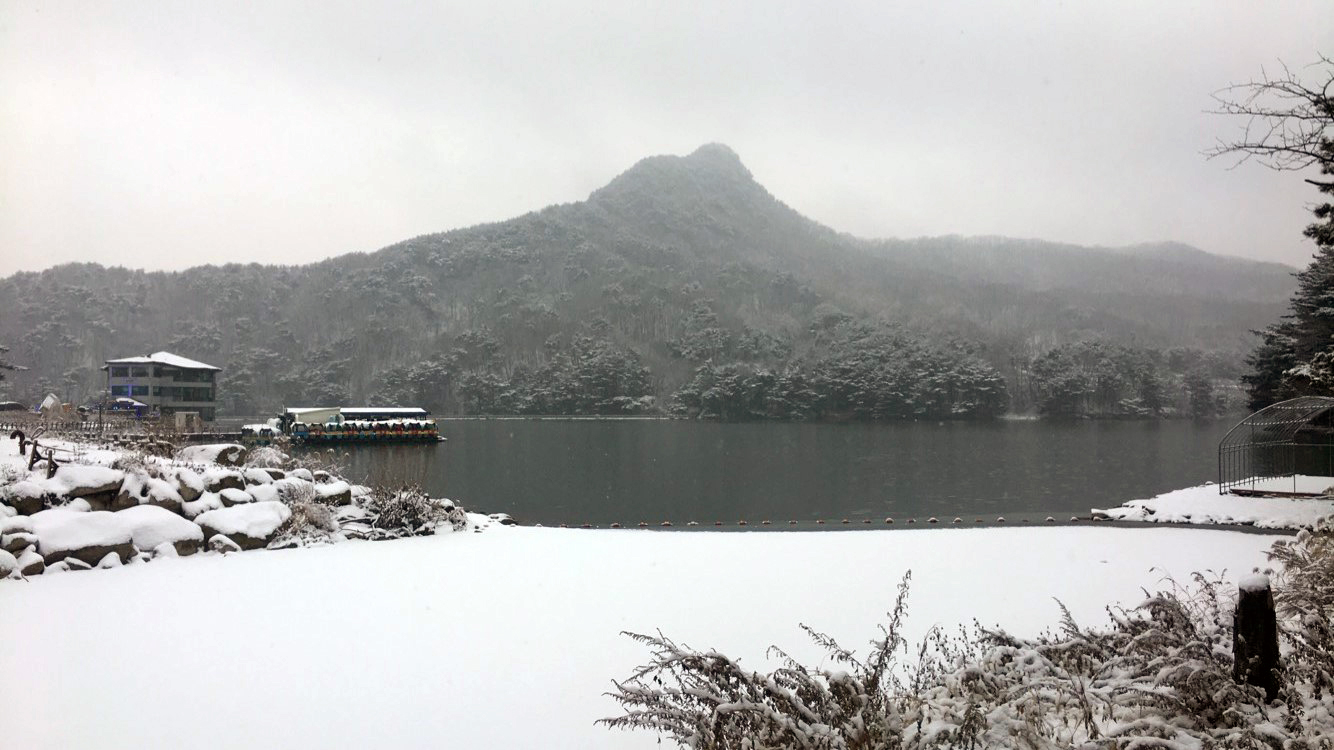
산정호수

산정호수(山井湖水, Sanjeong Lake)는 경기도 포천시 영북면 산정리에 위치한 인공 호수이다. 본래 산 위에 들어섰다. 1977년 3월 30일 국민관광지로 지정되어 승용차로든 대중교통편이든 모두 접근성이 좋아 연간 70만 명의 관광객이 찾고 있다. 수영장, 볼링장, 사우나 시설을 갖추고 있고 최근에는 눈썰매장 및 스케이트장이 개장되어 사계절 관광지로 손색이 없다. 수심 23.5m, 면적은 7만 8,000여 평에 이르고 기암괴석의 명성산의 그림자가 호수에 비치는 등, 산이 배경을 이루는 주변 경관이 아름다워 연인들의 데이트 장소로 빼어난 산책로를 거니는 낭만이 있는 곳이다. 봄의 신록, 여름의 녹음, 가을의 단풍, 겨울의 얼어붙은 호수 등 사계절 운치가 있다. 이곳에서 도로를 따라 걸어가 평강식물원으로 향하는 길이 있다. 숙박시설과 놀이시설 등의 행락지의 이미지를 강하게 풍겼던 이 곳은 최근 몇 년 사이에 그 면모를 달리하였다.